# Kırımkaya, Karaçoban
Kırımkaya là một xã thuộc huyện Karaçoban, tỉnh Erzurum, Thổ Nhĩ Kỳ. Dân số thời điểm năm 2011 là 1.542 người.